# Diócesis de Espira
La diócesis de Espira (en latín: Dioecesis Spirensis y en alemán: Bistum Speyer) es una circunscripción eclesiástica de la Iglesia católica en Alemania. Se trata de una diócesis latina, sufragánea de la arquidiócesis de Bamberg. Desde el 19 de diciembre de 2007 su obispo es Karl-Heinz Wiesemann.

## Territorio y organización

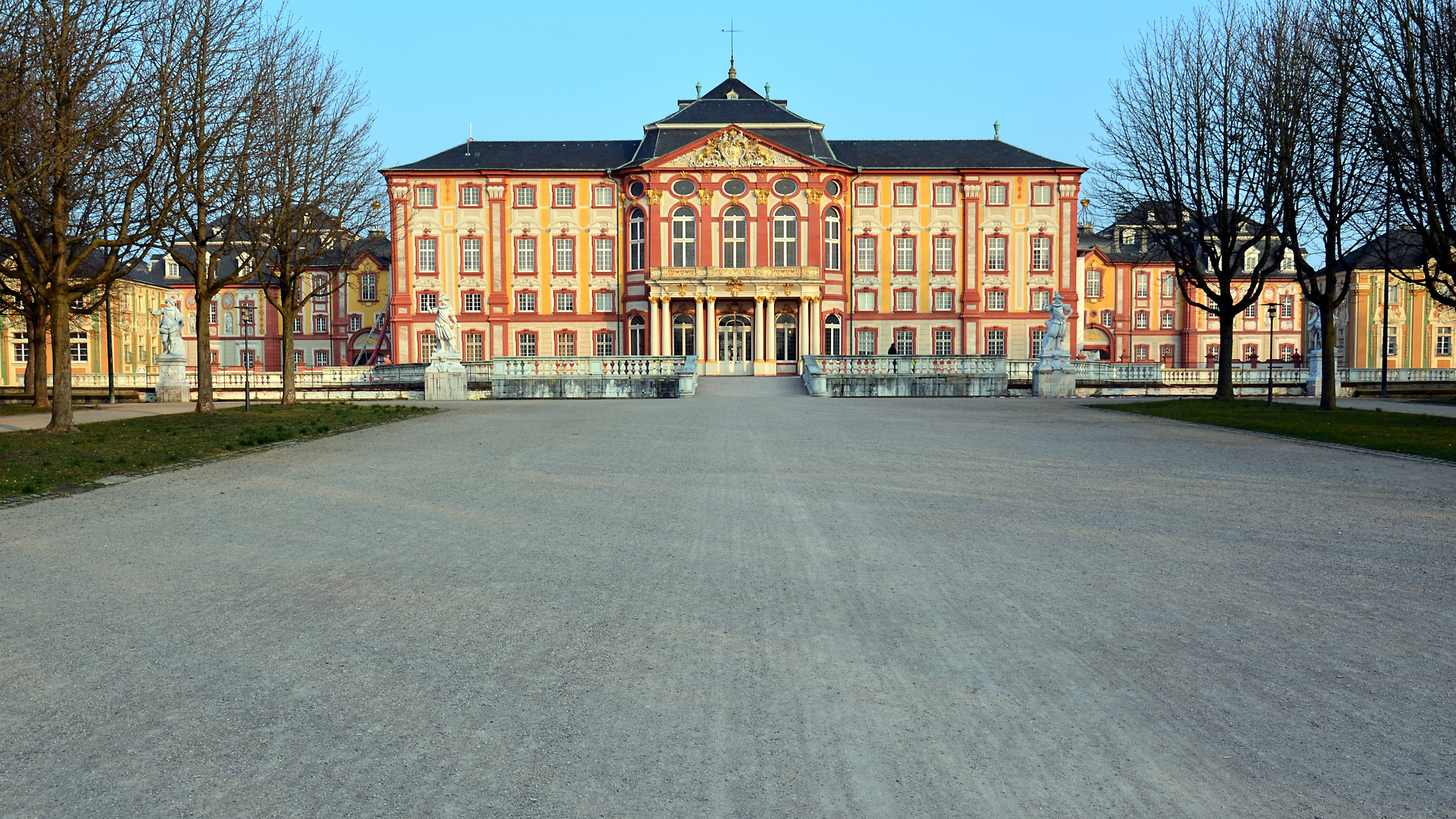
Residencia de los príncipes obispos, en Bruchsal

La diócesis tiene 6010 km² y extiende su jurisdicción sobre los fieles católicos de rito latino residentes en parte del estado de Renania-Palatinado y del de Sarre y el territorio correspondiente a la histórica región del Palatinado, que hacia 1918 hacía parte del Reino de Baviera.

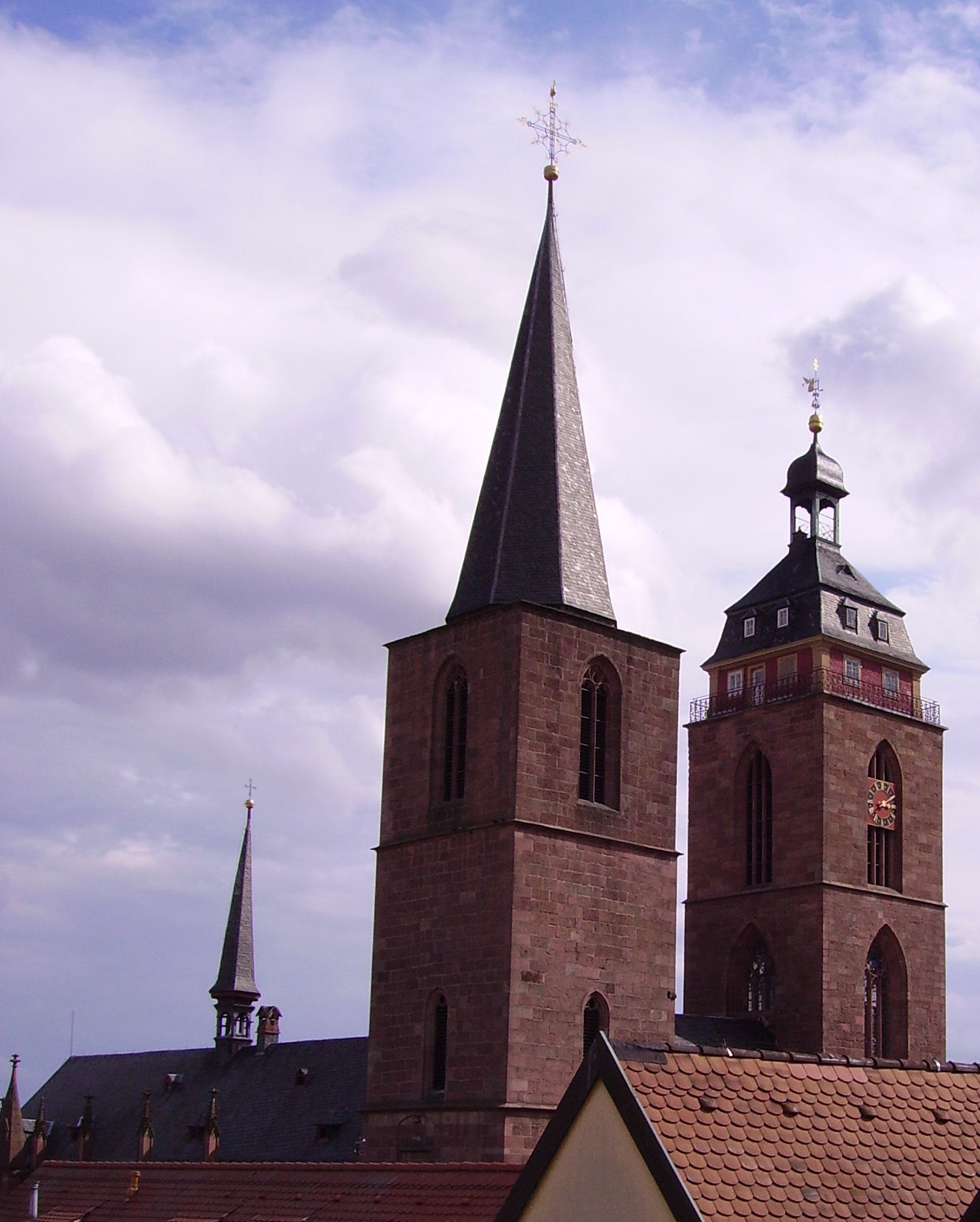
Colegiata de San Ágido, en Neustadt an der Weinstraße

La sede de la diócesis se encuentra en la ciudad de Espira, en donde se halla la Catedral imperial-basílica de Nuestra Señora de la Asunción y San Esteban.

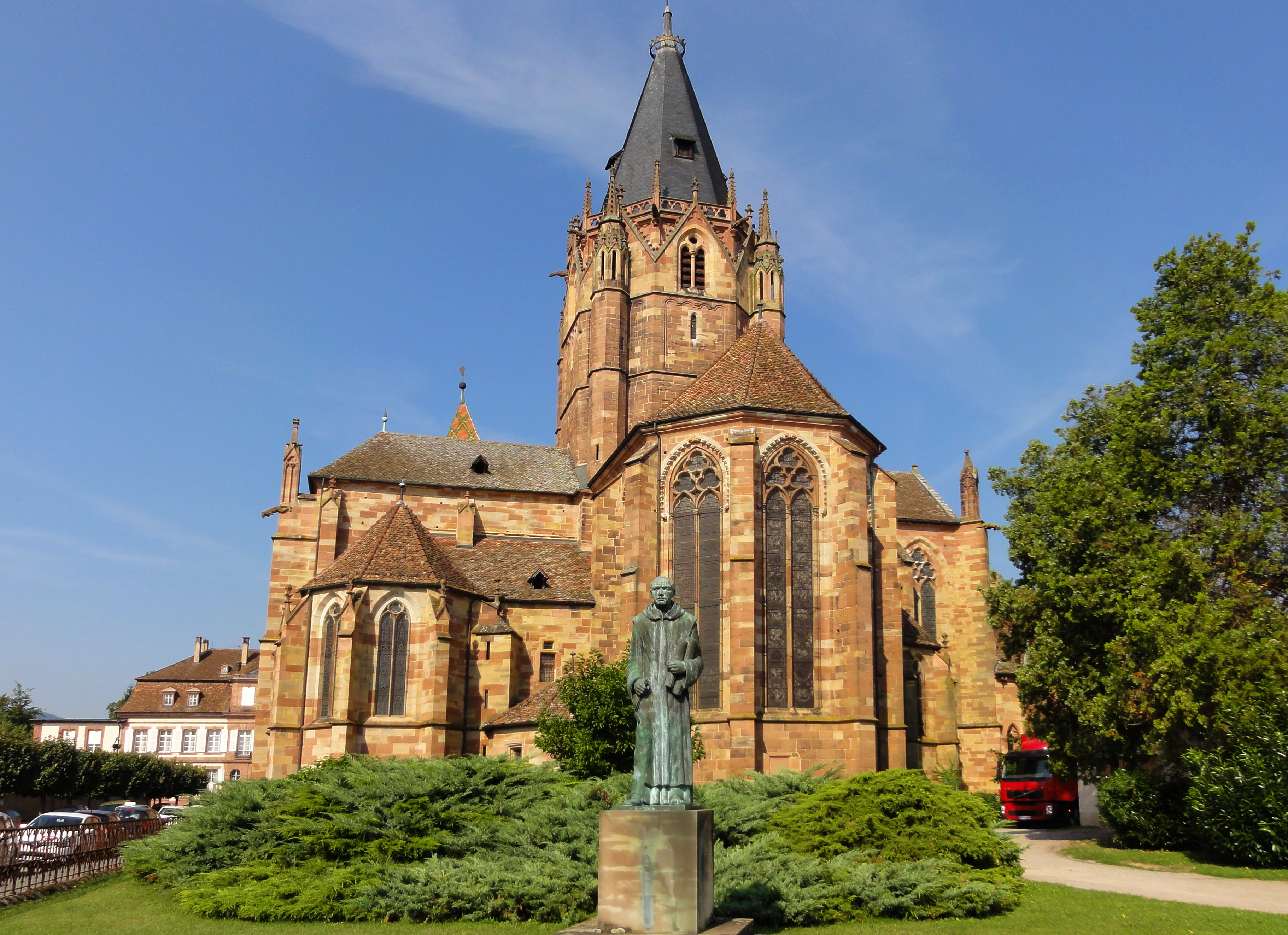
Iglesia de la antigua abadía de Wissembourg

En 2023 en la diócesis existían 346 parroquias agrupadas en 10 decanatos: Dürkheim, Donnersberg, Germersheim, Kaiserslautern, Kusel, Landau, Ludwigshafen, Pirmasens, Saarpfalz y Espira.

## Historia

### Origen
Espira, correspondiente a la Noviomagus de los galos, llamada civitas Nemetum o Augusta Nemetum por los romanos, hacía parte, según la Notitia Galliarum del inicio del siglo V, de la provincia romana de la Germania Superior.
La diócesis de Espira fue erigida entre el siglo III o IV. En los actas del pseudo concilio de Colonia del 346 figura el nombre del obispo Iessis Nemetum. Es el único nombre que queda de algún obispo de la primitiva historia de la diócesis. La ciudad y la región sufrieron en el siglo V las devastaciones de los vándalos y de los hunos. Las fuentes hacen referencia de un nuevo obispo de Espira solo en el siglo VII, luego de la conquista franca: se trata de Ilderico, que tomó parte al concilio de París de 614 (Ex civitate Espira Hildericus episcopus).
Espira entró a hacer parte de la provincia eclesiástica de la arquidiócesis de Maguncia, respetando la antigua división administrativa romana, que preveía además, que hicieran parte de la misma provincia las diócesis de Worms y de Estrasburgo. Esta estructura organizativa eclesiástica quedó intacta a pesar de los cambios políticos de la región, hasta la Revolución francesa.
A partir de la época merovingia, y luego de la carolingia, los confines de la diócesis, con la ocupación de territorios sobre la orilla derecha del río Rin, estaban compuestos así: al norte con la diócesis de Worms; al este con las de Wurzburgo y de Augsburgo, al sur con las diócesis de Costanza y de Estrasburgo, y finalmente, al oeste con la de Metz.

### Principado eclesiástico

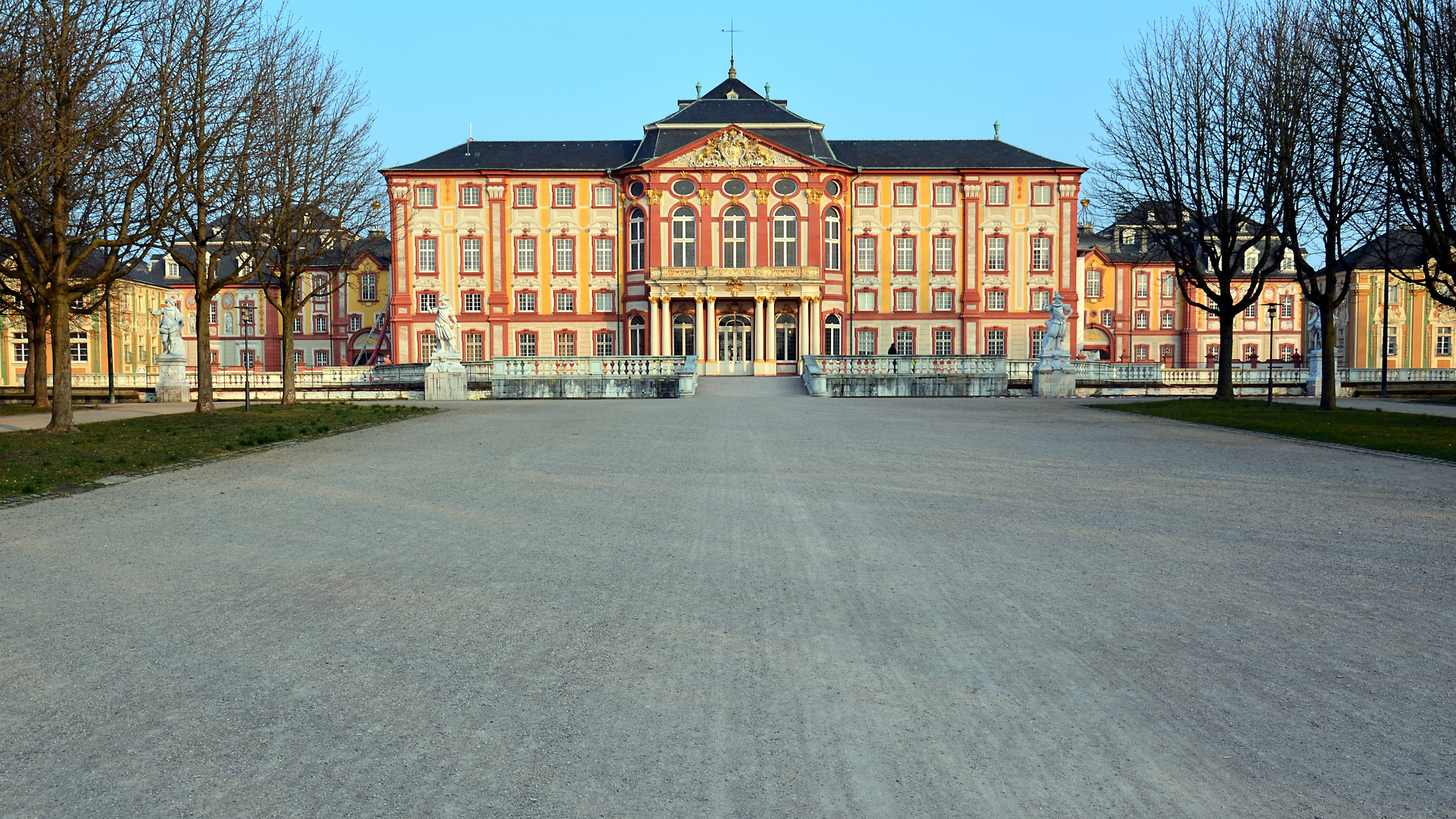
Residencia de los príncipes-obispos de Espira en Bruchsal, en el estado del Baden-Württemberg, construida por el obispo Hugo Damian von Schönborn-Buchheim a partir de 1720

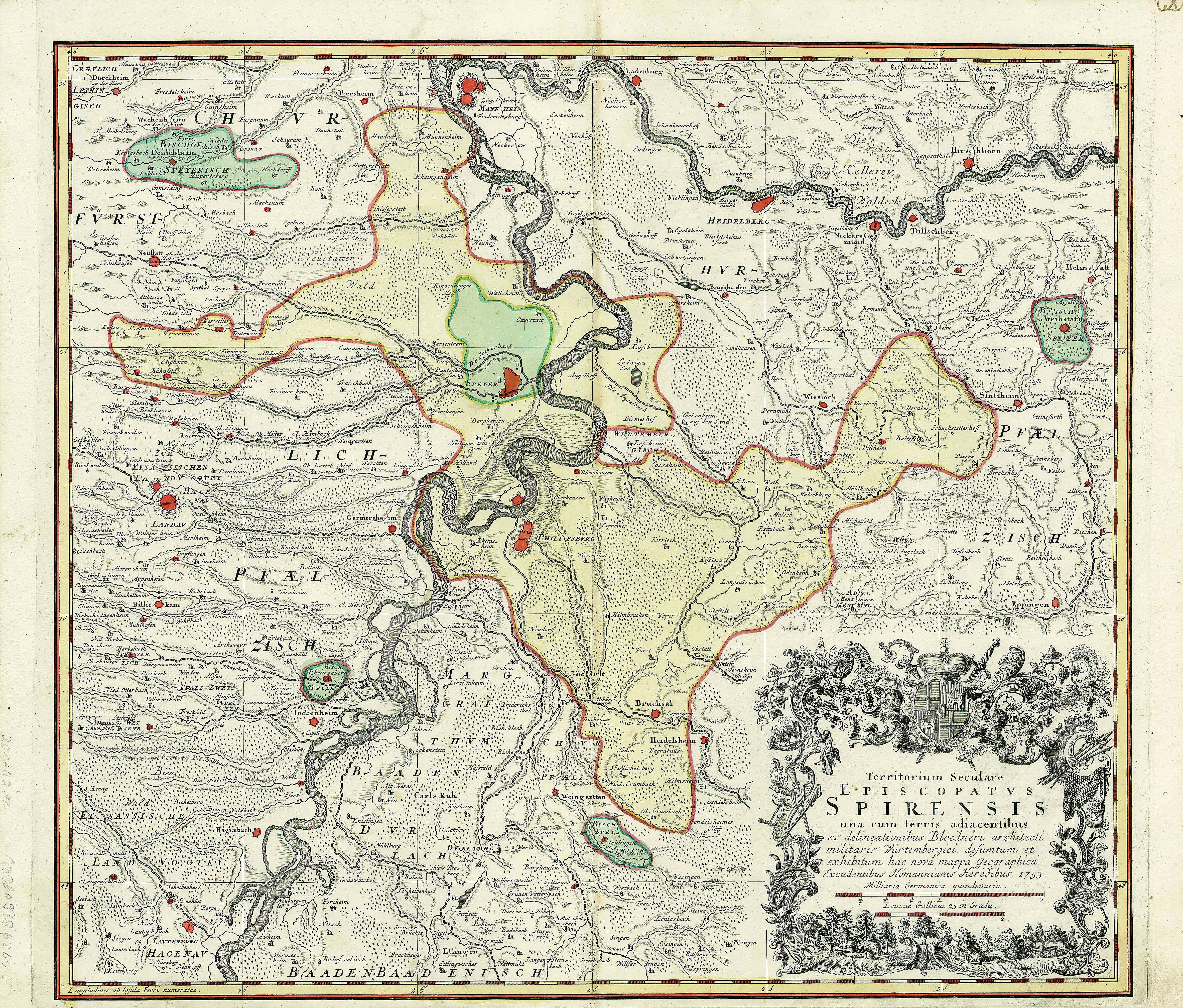
Mapa del principado episcopal de Espira en 1735

A partir del siglo VII, el obispo de Espira obtuvo el poder temporal sobre los territorios aledaños a la ciudad de Speyergau. Así, dio inicio al periodo histórico del principado eclesiástico. Entre los siglos siglo X y XI, el obispado recibió ulteriores donaciones del emperador Otón I, con el cual se define el estatus de inmediación imperial de los territorios dependientes de la autoridad temporal del obispo.
En 1030 se terminó de construir la Catedral de Espira, consagrada en el 1061. En esta iglesia se llevaron a cabo las ceremonias de coronación de los emperadores del Sagrado Romano Imperio, algunos de los cuales fueron sepultados en ella. En 1086, el emperador Enrique IV cedió al obispado el resto de los territorios del condado de Speyergau, que aún no hacían parte de su dominio.
Desde 1111 la ciudadanía de Espira comenzó a crecer notablemente. En 1230 se menciona por primera vez un bürgermeister (alcalde) que gobernaba la ciudad en representación del obispo. En 1294 Espira se convirtió en una ciudad libre imperial. El obispo se trasladó en 1371. El palacio episcopal, a inicios del siglo XVII fue ampliado por Philipp Christoph von Sötern, a partir de entonces se le conoce como la fortaleza de Philippsburg. Esta fue la residencia de los príncipes-obispos de 1371 al 1723. Posteriormente la residencia fue transferida al palacio de Bruchsal.
El principado eclesiástico de Espira comprendía las siguientes bailías:
- A la izquierda del río Rin: Kirrweiler, Deidesheim, Marientraut (Hanhofen), Lauterbourg y Dahn.
- A la derecha del Rin: Bruchsal, Kislau (Bad Schönborn), Gernsbach, Rauenberg y Philippsburg.

Su territorio fue devastado entre 1688 y 1689 por las tropas francesas encabezadas por el general Ezéchiel du Mas.
El principado eclesiástico fue suprimido durante la Revolución francesa. Ya en el 1697, al finalizar la guerra, mediante el Tratado de Rijswijk parte del territorio del principado fue cedido a Francia. Después el 1790 las tropas francesas ocuparon los territorios sobre la orilla izquierda del Rin, que fueron incorporados a Francia. Los territorios sobre la orilla derecha en cambio fueron secularizados, luego del Reichsdeputationshauptschluss del 1803 e incorporados al Gran Ducado de Baden.

### La nueva diócesis
También la diócesis sufrió sustanciales modificaciones a causa de la Revolución francesa, que había llevado la circunscripción eclesiástica a encontrarse dividida en dos diversos Estados (Francia e Imperio).
La parte de la diócesis sobre la orilla izquierda del Rin, comprendida la ciudad episcopal, entró a hacer parte de la nueva diócesis de Maguncia, instituida el 29 de noviembre de 1801 mediante la bula Qui Christi Domine del papa Pío VII, y correspondiente al departamento francés de Mont-Tonnerre. El obispo Philipp Franz Wilderich Nepomuk von Walderdorf huyó a los territorios diocesanos sobre la orilla derecha del Rin, los cuales continuó gobernando hasta su muerte (1810).
Después del Congreso de Viena y otros tratados sucesivos (entre 1814 y 1816) la mayor parte del antiguo departamento de Mont-Tonnerre, pasó a ser parte del nuevo Reino de Baviera con el nombre de Rheinkreis, aunque si no estaba realmente cerca del mismo. El 24 de octubre de 1817 fue estipulado un concordato entre la Santa Sede y el gobierno bávaro, seguido de la bula del 1 de abril del mismo año, Dei ac Domini Nostri, con la cual Pío VII erigió la nueva diócesis de Espira, con el territorio correspondiente a esta sección occidental del reino bávaro, siendo sufragánea de la arquidiócesis de Bamberg.
La nueva diócesis incluía 165 parroquias y se encontraba sobre el margen izquierdo del Rin; comprendía, aparte de los territorios que ya le pertenecían antes del 1790, partes de territorio que en el antiguo régimen pertenecían a las diócesis de Maguncia, Metz y Worms; sin embargo, algunas parroquias habían sido cedidas a la diócesis de Estrasburgo. La parte del antiguo territorio diocesano sobre el margen derecho del Rin fue incorporada a las nuevas diócesis de Friburgo y de Rottenburg.
Luego de la Segunda Guerra Mundial, 120 iglesias fueron destruidas o seriamente dañadas. La diócesis trabajó hasta los años cincuenta en la reconstrucción de los edificios de culto.

## Estadísticas
Según el Anuario Pontificio 2024 la diócesis tenía a fines de 2023 un total de 514 300 fieles bautizados.
| Año                                                                             | Población            | Población | Población      | Sacerdotes | Sacerdotes    | Sacerdotes    | Bautizados por sacerdote | Diáconos permanentes | Religiosos | Religiosos | Parroquias |
| Año                                                                             | Bautizados católicos | Total     | % de católicos | Total      | Clero secular | Clero regular | Bautizados por sacerdote | Diáconos permanentes | Varones    | Mujeres    | Parroquias |
| ------------------------------------------------------------------------------- | -------------------- | --------- | -------------- | ---------- | ------------- | ------------- | ------------------------ | -------------------- | ---------- | ---------- | ---------- |
| 1950                                                                            | 518 526              | 1 134 335 | 45.7           | 557        | 517           | 40            | 930                      |                      | 84         | 2315       | 306        |
| 1970                                                                            | 714 805              | 1 584 120 | 45.1           | 526        | 459           | 67            | 1358                     |                      | 104        | 2233       | 313        |
| 1980                                                                            | 733 142              | 1 620 000 | 45.3           | 587        | 502           | 85            | 1248                     | 14                   | 113        | 1734       | 358        |
| 1990                                                                            | 648 732              | 1 458 893 | 44.5           | 533        | 457           | 76            | 1217                     | 29                   | 102        | 1272       | 350        |
| 1999                                                                            | 641 496              | 1 444 141 | 44.4           | 459        | 396           | 63            | 1397                     | 42                   | 81         | 1063       | 350        |
| 2000                                                                            | 635 418              | 1 444 141 | 44.0           | 451        | 393           | 58            | 1408                     | 42                   | 72         | 975        | 350        |
| 2001                                                                            | 630 511              | 1 439 211 | 43.8           | 439        | 382           | 57            | 1436                     | 42                   | 77         | 918        | 350        |
| 2002                                                                            | 625 244              | 1 444 141 | 43.3           | 437        | 382           | 55            | 1430                     | 46                   | 73         | 859        | 350        |
| 2003                                                                            | 621 378              | 1 440 275 | 43.1           | 431        | 377           | 54            | 1441                     | 46                   | 70         | 854        | 348        |
| 2004                                                                            | 616 485              | 1 385 982 | 44.5           | 426        | 373           | 53            | 1447                     | 47                   | 67         | 821        | 348        |
| 2010                                                                            | 581 655              | 1 307 678 | 44.5           | 376        | 337           | 39            | 1546                     | 59                   | 50         | 708        | 346        |
| 2014                                                                            | 557 561              | 1 543 632 | 36.1           | 343        | 310           | 33            | 1625                     | 68                   | 40         | 582        | 346        |
| 2017                                                                            | 537 516              | 1 562 784 | 34.4           | 313        | 289           | 24            | 1717                     | 67                   | 477        | 500        | 346        |
| 2020                                                                            | 507 458              | 1 570 391 | 32.3           | 305        | 259           | 46            | 1663                     | 69                   | 432        | 432        | 346        |
| 2022                                                                            | 508 700              | 1 574 330 | 32.3           | 269        | 242           | 27            | 1891                     | 65                   | 377        | 393        | 346        |
| 2023                                                                            | 514 300              | 1 591 840 | 32.3           | 267        | 239           | 28            | 1926                     | 66                   | 351        | 363        | 346        |
| Fuente: Catholic-Hierarchy, que a su vez toma los datos del Anuario Pontificio. |                      |           |                |            |               |               |                          |                      |            |            |            |

## Episcopolopio

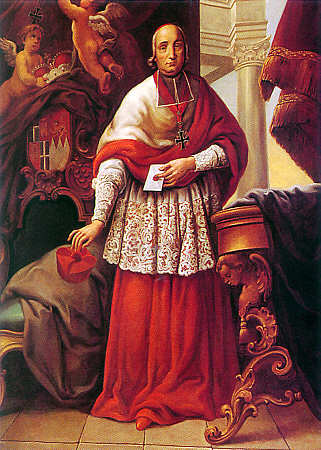
Damian Hugo von Schönborn, obispo

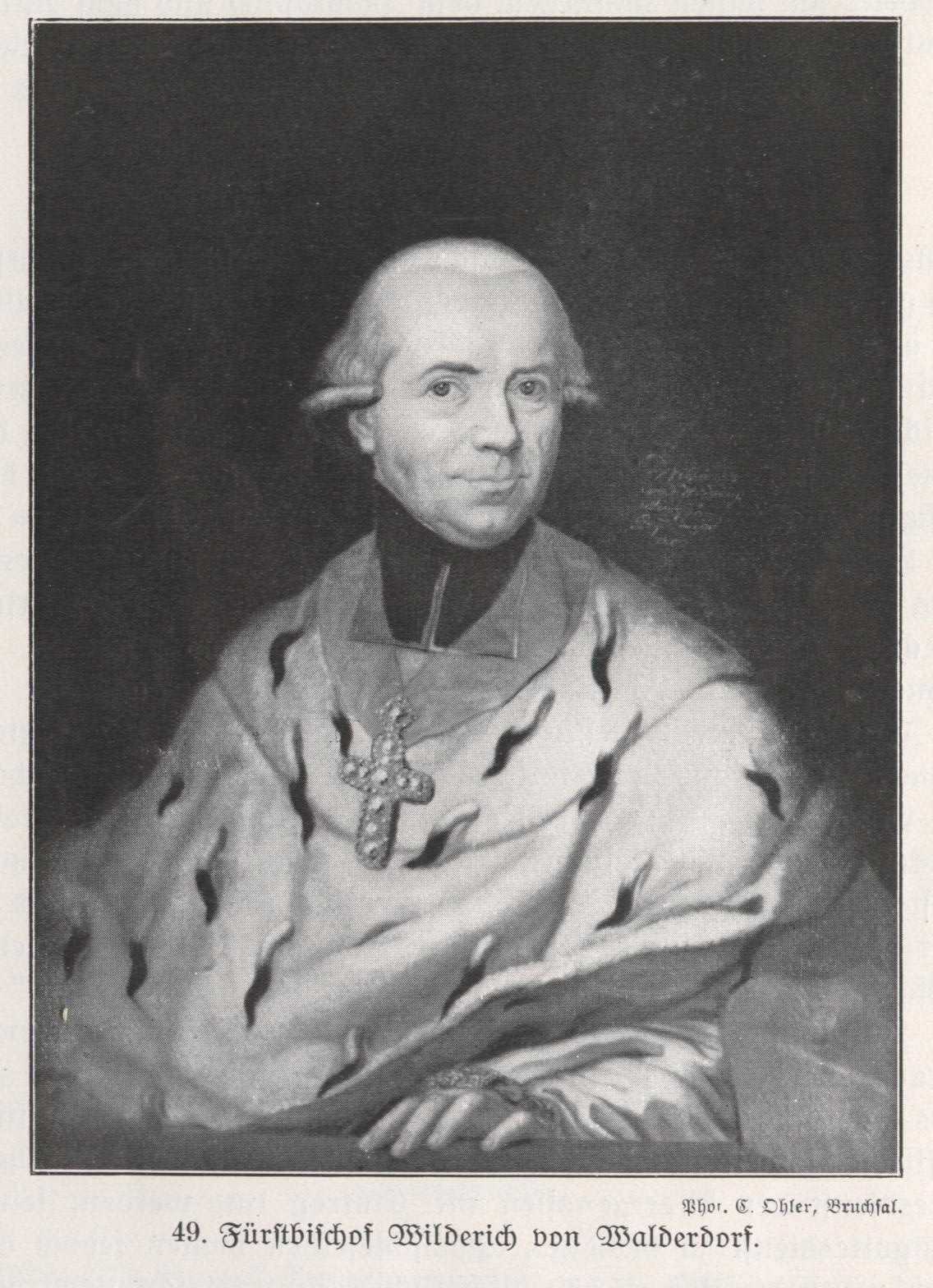
Philipp Franz Wilderich Nepomuk von Walderdorf, último príncipe-obispo de Espira (1797-1810)

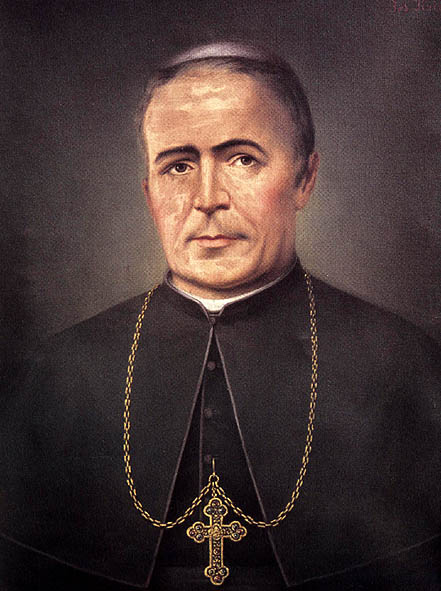
Peter von Richarz, obispo de 1835 a 1836

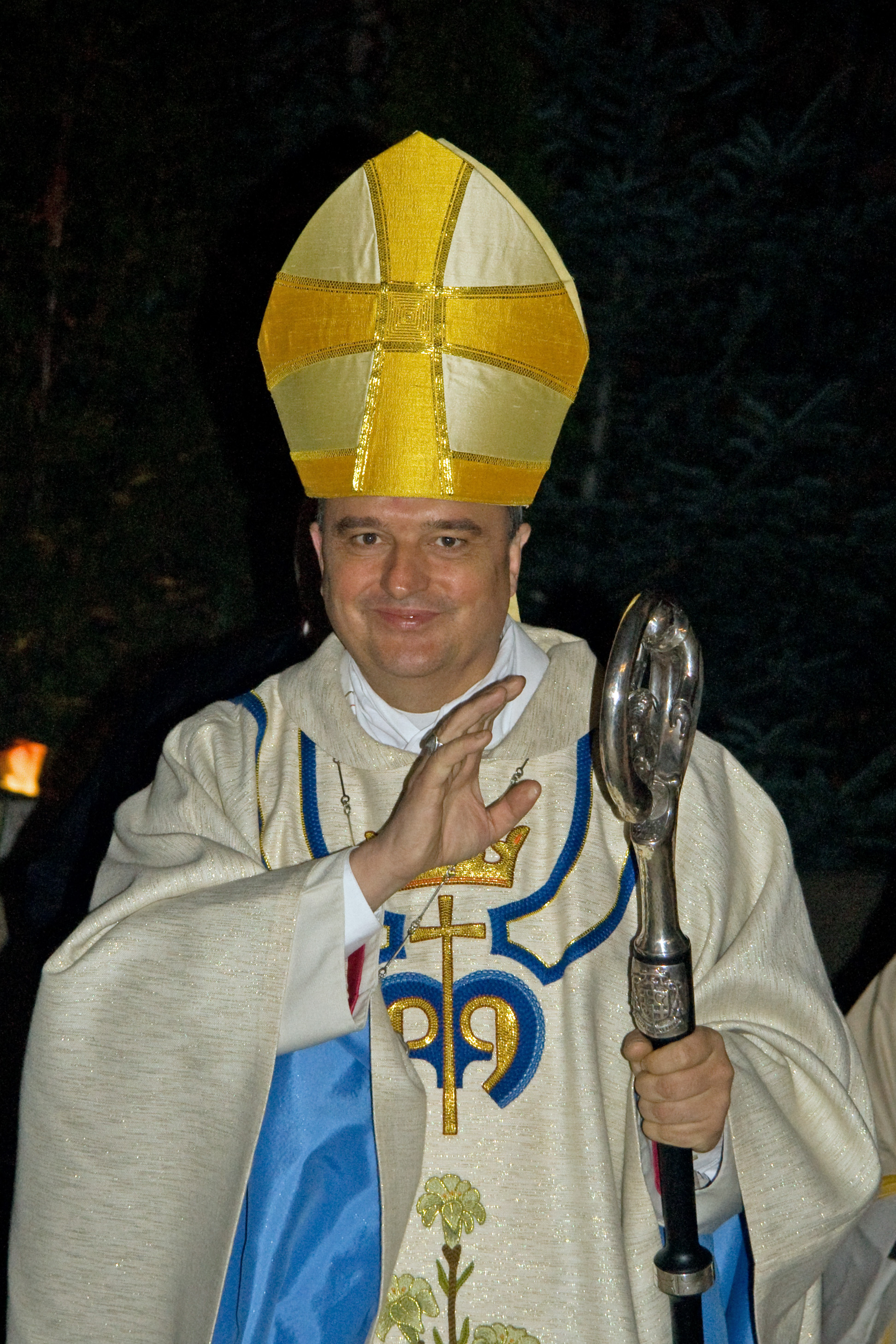
Karl-Heinz-Wiesemann, obispo de Espira desde 2007

El más antiguo catálogo episcopal de Espira se remonta a la segunda mitad del siglo XI. La lista es correcta solo a partir de Fraido, en tiempos de Carlomagno. La sección precedente es incompleta, faltando nombres de obispos históricamente documentados; en desorden, con algunos nombres de obispos que se presentan con una orden diverso de aquel histórico; finalmente, hay también nombres de algunos obispos, documentados solo del catálogo, pero difícilmente contextualizados históricamente.
- Jesse † (mencionado en 346)[10]
- Ilderico † (mencionado en 614)
- Anatario †
- Principio † (en tiempos de Sigeberto III)
- Dragobodo † (antes del 675-después del 700)
- Taito †
- David †
- Sigvino †
- Atón †
- Liudo † (mencionado hacia 737)
- Davide † (antes de mayo de 744-después de mayo de 752)
- Basen † (antes de agosto de 762-después del 780)
- Fraido † (mencionado en el 782)
- Benedicto † (mencionado en el 829)
- Ettino †
- Gebardo I † (antes del 847-después del 877)
- Goddank † (antes del 888-después del 895)
- Einardo o Eginardo † (?-29 de junio de 913)
- Bernardo †
- Amalrico † (antes del 940-7 de mayo de 943)
- Reginardo † (antes de marzo de 946-13 de octubre de 950)
- Goffredo † (951-16 de mayo de 960)
- Otgaro † (960-13 de agosto de 970)
- Balderico † (970-15 de abril de 987)
- Rupert † (antes de julio 989-10 de julio de 1004)[9]
- Walter † (antes del 8 de agosto de 1004-3 de diciembre de 1031)
- Reginger † (antes del 20 de febrero de 1032-20 de enero de 1033)
- Reginbald von Dillingen † (1033-13 de octubre de 1039)
- Sigbodo † (1039-16 de febrero de 1051)
- Arnold von Falkenberg † (1051-17 de marzo de 1056)
- Konrad I † (6 de mayo de 1056-5 de octubre de 1060)
- Einhard von Katzenellenbogen † (1060-23 de febrero de 1067)
- Heinrich von Scharfenberg † (1067-18 de enero de 1073)
- Rüdiger Hutzmann † (1073-22 de febrero de 1090)
- Johannes von Kraichgau † (7 de marzo de 1090-26 de octubre de 1104)
- Gebhard von Urach † (1 de noviembre de 1105-1107)
- Bruno von Saarbrücken † (antes del 25 de mayo de 1107-19 de octubre de 1123)
- Arnold von Leiningen † (antes del 30 de mayo de 1124-2 de octubre de 1126)
- Siegfried von Wolfsölden † (antes de mayo de 1127-23 de agosto de 1146)
- Günther von Henneberg † (1146-16 de agosto de 1161)
- Ulrich von Dürrmenz † (circa 1161-26 de diciembre de 1163)
- Gottfried † (1164-28 de enero de 1167)
- Rabodo von Lobdaburg † (1167-1176)
- Konrad II † (1176-26 de febrero de 1178)
- Ulrich von Rechberg † (31 de octubre de 1178-28 de junio de 1187)
- Ocho von Henneberg † (antes del 23 de marzo de 1188-3 de marzo de 1200)
- Corrado III de Scharfenberg † (1200-24 de marzo de 1224)
- Beringer von Entringen † (27 de marzo de 1224-29 de noviembre de 1232)
- Konrad von Tann † (10 de febrero de 1233-24 de diciembre de 1236)
- Konrad von Eberstein † (21 de enero de 1237-25 de junio de 1245)
- Heinrich von Leiningen † (27 de octubre de 1245-26 de febrero de 1272)
- Friedrich von Bolanden † (4 de marzo de 1272-28 de enero de 1302)
- Sigibodo von Lichtenberg † (8 de julio de 1303-12 de enero de 1314)
- Emich von Leiningen † (junio de 1314-20 de abril de 1328)
- Berthold von Bucheck, O.T. † (7 de mayo de 1328-28 de noviembre de 1328 nombrado obispo de Estrasburgo)
- Walram von Veldenz † (9 de mayo de 1329-28 de agosto de 1336)
- Gerhard von Ehrenberg † (14 de junio de 1350-28 de diciembre de 1363)
- Lamprecht von Born (Brunn ?) † (14 de febrero de 1364-28 de abril de 1371 nombrado obispo de Estrasburgo)
- Adolf von Nassau † (28 de abril de 1371-28 de abril de 1381 nombrado obispo de Maguncia)
- Nikolaus von Wiesbaden † (2 de noviembre de 1381-7 de junio de 1396)
- Raban von Helmstatt † (23 de septiembre de 1396-4 de enero de 1438)
  - Adolf von Eppenstein † (22 de mayo de 1430-1433) (obispo electo)
- Reinhard von Helmstatt † (8 de enero de 1438-19 de marzo de 1456)
- Siegfried von Venningen † (24 de mayo de 1456-2 de septiembre de 1459)
- Johannes Nix von Hoheneck † (12 de noviembre de 1459-8 de agosto de 1463)
- Matthias von Rammung † (12 de agosto de 1463-1 de agosto de 1478)
- Ludwig von Helmstatt † (28 de septiembre de 1478-24 de agosto de 1504)
- Philipp von Rosenberg † (8 de noviembre de 1504-3 de febrero de 1513)
- Georg von Rhein † (22 de junio de 1513-27 de septiembre de 1529)
- Philipp von Flersheim † (19 de enero de 1530-14 de agosto de 1552)
- Rudolf von Frankenstein † (14 de noviembre de 1552-21 de junio de 1560)
- Marquard von Hattstein † (4 de septiembre de 1560-7 de diciembre de 1581)
- Eberhard von Dienheim † (19 de febrero de 1582-10 de octubre de 1610)
- Philipp Christoph von Sötern † (10 de octubre de 1610-7 de febrero de 1652)
- Lothar Friedrich von Metternich-Burscheid † (9 de junio de 1653-3 de junio de 1675)
- Johann Hugo von Orsbeck † (10 de mayo de 1677-6 de enero de 1711)
- Heinrich Hartard von Rollingen † (26 de septiembre de 1712-30 de noviembre de 1719)
- Hugo Damian von Schönborn-Buchheim † (30 de noviembre de 1719-19 de agosto de 1743)
- Franz Christoph von Hutten † (3 de febrero de 1744-20 de abril de 1770)
- Damian August Philipp Karl von Limburg-Styrum † (6 de agosto de 1770-26 de febrero de 1797)
- Philipp Franz Wilderich Nepomuk von Walderdorf † (18 de diciembre de 1797-21 de abril de 1810)
  - Sede vacante (1810-1818)[nota 4]
  - Gregor von Zirkel † (25 de octubre de 1817-18 de diciembre de 1817) (obispo electo)
- Matthäus Georg von Chandelle † (25 de mayo de 1818-30 de junio de 1826)
- Johann Martin Manl † (9 de abril de 1827-6 de abril de 1835 nombrado obispo de Eichstätt)
- Johann Peter von Richarz † (24 de julio de 1835-21 de noviembre de 1836 nombrado obispo de Augsburgo)
- Johannes von Geissel † (19 de mayo de 1837-24 de septiembre de 1841 nombrado obispo coadjutor de Colonia[nota 5])
- Nikolaus von Weis † (23 de mayo de 1842-13 de diciembre de 1869)
- Konrad Reither † (27 de junio de 1870-4 de abril de 1871)
- Bonifatius von Haneberg, O.S.B. † (29 de julio de 1872-31 de mayo de 1876)
  - Sede vacante (1876-1878)
- Joseph Georg von Ehrler † (15 de julio de 1878-18 de marzo de 1905)
- Konrad von Busch † (30 de mayo de 1905-9 de septiembre de 1910)
- Michael von Faulhaber † (7de enero de 1911-24 de julio de 1917 nombrado arzobispo de Múnich y Frisinga)
- Ludwig Sebastian † (31 de julio de 1917-20 de mayo de 1943)
- Joseph Wendel † (20 de mayo de 1943-9 de agosto de 1952 nombrado arzobispo de Múnich y Frisinga)
- Isidor Markus Emanuel † (22 de diciembre de 1952-10 de febrero de 1968)
- Friedrich Wetter (28 de mayo de 1968-28 de octubre de 1982 nombrado arzobispo de Múnich y Frisinga)
- Anton Schlembach † (25 de agosto de 1983-10 de febrero de 2007)
- Karl-Heinz Wiesemann, desde el 19 de diciembre de 2007